# لورينس جريجيليس
لورينس جريجيليس مواليد 14 أغسطس 1991 في كلايبيدا، هو لاعب كرة مضرب ليتواني بدأ مسيرته كمحترف سنة 2008 يلعب باليد اليمنى. أعلى تصنيف له في الفردي كان المركز الـ 183 في سنة 2012. أعلى تصنيف له في الزوجي كان المركز الـ 132 في سنة 2012.

## الخط الزمني للفردي
مفتاح
| ف | ن | ن.ن | ر.ن | د# | د.م | ل | أ.أ | ت | غ | ب | ف | ذ | م.خ | ل.ت |

(ف) فاز بالبطولة (ن) وصل النهائي (ن.ن) نصف النهائي (ر.ن) ربع النهائي (د#) الأدوار الأربعة الأولى (د.م) دور المجموعات (ل) شارك في كأس ديفيز (أ.أ) خرج من الأدوار الاولى (ت) خسر التصفيات التأهيلية (غ) غاب عن الحدث أو البطولة (ب) حصل على ميدالية برونزية (ف) حصل على ميدالية فضية (ذ) حصل على ميدالية ذهبية (م.خ) بطولة الماسترز خُفضت إلى مرتبة أقل (ل.ت) البطولة لم تعقد في السنة المعينة.
لتجنب الارتباك وازدواجية الحساب، يتم تحديث هذه المعلومات إما في نهاية البطولة، أو عندما تكون مشاركة اللاعب في البطولة قد انتهت.
| الدورة             | 2010 | 2011 | 2012 | 2013 | 2014 | 2015 | إجمالي ف/م | إجمالي ف/خ |
| ------------------ | ---- | ---- | ---- | ---- | ---- | ---- | ---------- | ---------- |
| دورات الجراند سلام |      |      |      |      |      |      |            |            |
| أستراليا المفتوحة  | غ    | غ    | ت1   | غ    | غ    | غ    | 0 / 0      | 0–0        |
| فرنسا المفتوحة     | غ    | غ    | ت3   | غ    | ت1   |      | 0 / 0      | 0–0        |
| ويمبلدون           | غ    | غ    | ت2   | غ    | ت2   |      | 0 / 0      | 0–0        |
| أمريكا المفتوحة    | غ    | ت3   | غ    | غ    | ت1   |      | 0 / 0      | 0–0        |
| فوز-خسارة          | 0–0  | 0–0  | 0–0  | 0–0  | 0–0  | 0–0  | 0 / 0      | 0–0        |
| كأس ديفيز          |      |      |      |      |      |      |            |            |
| كأس ديفيز          | Z2   | Z2   | Z3   | غ    | Z2   |      | 0 / 3      | 4–6        |

- إجمالي ف / م = إجمالي الفوز والمشاركة
- إجمالي ف/خ = إجمالي الفوز والخسارة

## روابط خارجية
- لورينس جريجيليس على موقع رابطة محترفي التنس (الإنجليزية)
- لورينس جريجيليس على موقع الاتحاد الدولي لكرة المضرب (الإنجليزية)
- لورينس جريجيليس على موقع كأس ديفيز (الإنجليزية)
- لورينس جريجيليس على موقع خلاصة التنس.كوم (الإنجليزية)
- لورينس جريجيليس على موقع إي إس بي إن.كوم (الإنجليزية)